# Rosulje (Banja Luka)
Pour les articles homonymes, voir Rosulje.
Rosulje (en serbe cyrillique : Росуље), est un quartier de Banja Luka en Bosnie-Herzégovine. Au recensement de 1991, il comptait 7 023 habitants, dont une majorité de Serbes.

## Démographie
Au recensement de 1991, la population de la communauté locale de Rosulje se répartissait de la manière suivante :

## Services publics
- Poste
- Gare ferroviaire
- Gare routière